# 심기원
심기원(沈器遠, 1587년 ~ 1644년)은 조선 중기의 문신이다. 자는 수지(遂之), 봉군호는 청원부원군(靑原府院君), 본관은 청송(靑松)이다. 인조반정에 공을 세워 정사공신 1등에 녹훈되었으나, 이후 모반을 하였다는 혐의로 처형(거열형)되었다.

## 생애
기묘명현(己卯名賢) 심달원의 고손자로 태어나 권필의 문하생이 되었다. 1623년 유생의 신분으로 김유, 이귀, 이서, 신경진, 김자점, 최명길 등과 함께 인조반정을 주도하였다. 반정 직후, 형조좌랑, 사헌부 지평, 동부승지로 고공승진을 거듭하여 그 해에 정사공신 1등에 녹훈되었다. 1624년에는 병조참판으로 승진하였고, 청원군(靑原君)에 봉해졌다. 같은 해 이괄의 난이 일어나자 한남 도원수(漢南都元帥)가 되어 난을 평정하는 데 큰 공을 세웠으나, 이괄이 왕으로 세운 인조의 서삼촌 흥안군 이제를 멋대로 죽인 일로 인조의 눈 밖에 나게 되었다. 1627년 정묘호란 때에는 4도 도검찰사(都檢察使)·호위대장·강화부 유수·전라도 관찰사·한성부 판윤·공조판서를 지내고, 1628년(인조 6) 유효립에 난 진압을 도운 공로로 영사원종공신 1등(寧社原從功臣一等)에 책록되었다. 1636년 병자호란 때에는 유도대장(留都大將), 제도 도원수(諸道都元帥, 팔도 도원수)가 되어 한양 도성과 남한산성의 방어를 책임졌다. 그러나 패전의 책임으로 한동안 서용되지 않다가 1640년 다시 호위대장으로 기용되고, 남한산성 수어사, 1641년 병조판서, 판의금부사를 지냈다. 1642년 우의정을 거쳐 1643년 좌의정이 되었고, 청원부원군(靑原府院君)에 봉해졌다.
1644년 회은군 이덕인을 왕으로 추대한다는 고발을 받아 여러 부하들과 함께 능지처참되고, 가산을 적몰당했다. 그가 모반을 꾀했다는 것이 진실인지 거짓인지는 확실치 않다. 다만, 그는 이괄의 난을 진압하는 과정에서 인조의 서삼촌인 흥안군을 국문도 없이 멋대로 죽여서 하옥된 전력이 있었다. 이 때 이미 심기원은 인조에게 크게 밉보였으며, 심기원이 능지처참을 당한 데에는 모반보다도 이 사건이 더 크게 작용했다고 보기도 한다. 또, 당시 권력 중심부에서 심기원의 가장 강력한 라이벌이었던 김자점이 역모를 조작했다고 보는 견해도 있다.
심기원이 처형당할 때 그의 두 팔과 두 다리를 토막내려하자, 그가 크게 놀라서 '이런 형벌은 없었다' 고 하자 형리가 답하길 "김상공(김자점)의 분부대로 거행할 뿐" 이라고 말했다. 이에 심기원이 김자점도 훗날 자신과 똑같은 죽음을 당할 것이라 저주하였고 훗날 김자점 역시 사지가 칼로 절단된 후에 참수를 당하게 되었다는 이야기가 전해온다.

## 사후
훗날 김자점은 효종의 북벌론을 청나라에 밀고했다가 발각되어 유형당하고, 이어 아들 김익(金釴)과 반역을 획책하려다가 발각되어 함께 주살될 때 산 채로 사지절단형을 받게 된다.

## 가계
- 고조부 : 심달원(沈達源) - 기묘명현, 승문원 판교, 증 이조판서
  - 증조부 : 심자(沈鎡) - 선공감 첨정, 증 좌찬성
    - 조부 : 심우직(沈友直) - 은산현감
      - 아버지 : 심간(沈諫) - 청풍군수
      - 어머니 : 평양 조씨
        - 부인 : 풍천 임씨
          - 아들 : 심석경(沈碩慶)
          - 딸 : 청송 심씨(靑松沈氏)
          - 사위 : 방명소(房明熽) - 찰방(察訪) 방원진(房元震)의 아들

        - 동생 : 심기중(沈器重) - 금화현감, 증 좌승지
          - 조카 : 심석반
          - 조카 : 심석명
          - 조카 : 심석보
          - 조카 : 심석로
          - 조카 : 심석현

        - 동생 : 심기주(沈器周) - 수원부사
        - 동생 : 심기성(沈器成) - 정사공신 2등에 책록됨, 청주목사, 가의대부 파주목사

    - 종조부 : 심우정(沈友正) - 여주목사 증 이조판서
      - 당숙 : 심현(沈誢) - 이조판서 증 영의정 박장원(朴長遠)의 외조부, 돈녕부 도정으로서 병자호란 때 강화도에서 부인 여산 송씨와 순절(자결)하였다. 이조판서에 추증되고 충렬(忠烈)이라는 시호가 내려졌다.
      - 당숙 : 심집(沈諿) - 심현(沈誢)의 동생, 영의정 심상규(沈象奎)의 8대조, 형조판서, 예조판서, 병자호란 때 화친의 조건이 되는 볼모로서 왕족인 능봉군(綾峯君)이 왕의 동생으로, 판서인 심집(沈諿)이 대신으로 가장했다가 발각되어 실패하였다.

## 관련 작품

### 드라마
- 《일지매》 (SBS, 2008년, 배우:양재성)
- 《궁중잔혹사 꽃들의 전쟁》 (JTBC, 2013년, 배우:김규철)

## 같이 보기
| - 심달원 - 심집 - 심상규 - 박장원 - 권필 - 심열 | - 김유 - 이귀 - 이서 - 신경진 - 김자점 - 최명길 | - 인조반정 - 인조 - 이괄 - 이괄의 난 - 흥안군 - 정묘호란 - 병자호란 - 남한산성 - 수어청 |